# وزارة الثقافة الشعبية
وزارة الثقافة الشعبية ( (بالإيطالية: Ministero della Cultura Popolare)‏، والتي تختصر إلى MinCulPop ) كانت وزارة للحكومة الإيطالية من 1937 إلى 1944. تم تأسيسها من قبل الحكومة الفاشية في عام 1922 لتكون المكتب الصحفي لرئاسة المجلس، قبل إعادة تسميتها إلى المكتب الصحفي لرئيس الحكومة في عام 1925. في عام 1934 أصبحت الأمانة العامة للصحافة والدعاية. أصبحت وزارة في عام 1935 وحصلت على تسمية نهائية في عام 1937. خلال وجودها، سيطرت على معظم القنوات الأدبية والإذاعية في إيطاليا. كانت النظير الإيطالي لوزارة التنوير والدعاية العامة لرايخ الألمانية.
من المعروف أن الوزارة حظرت استيراد وترجمة جميع الكتب المصورة الأمريكية، باستثناء ميكي ماوس، في عام 1938.
تم إلغاء الوزارة رسميًا من قبل مملكة إيطاليا في 3 يوليو 1944، حيث ظلت شاغرة منذ الإطاحة ببينيتو موسوليني في انقلاب 25 لوغليو في العام السابق. خلال الجمهورية الإيطالية الاشتراكية، أحيا موسوليني وزارة الثقافة الشعبية وعين فرديناندو ميزاسوما رئيسًا لها.